# Der neunte Tag
Der neunte Tag is een Duitse oorlogsfilm uit 2004 onder regie van Volker Schlöndorff.

## Verhaal
De katholieke priester Henri Kremer werkt tijdens de oorlog in Dachau. Hij mag plots negen dagen terugkeren naar zijn vaderland Luxemburg. Daar moet hij dagelijks op gesprek bij de Gestapo-chef Gebhardt. Uiteindelijk stelt hij Kremer voor de keuze om terug te keren naar Dachau of zijn bisschop ervan te overtuigen om samen te werken met de nazi's.

## Rolverdeling
- Ulrich Matthes: Henri Kremer
- August Diehl: Gestapo-chef Gebhardt
- Hilmar Thate: Bisschop Philippe
- Bibiana Beglau: Marie Kremer
- Germain Wagner: Roger Kremer
- Jean-Paul Raths: Raymond Schmitt
- Ivan Jiřík: Armando Bausch
- Karel Hromádka: Pater Laurant Koltz
- Miroslav Sichmann: Pater Marcel Bour
- Adolf Filip: Professor Klimek
- Vladimír Fišer: Bisschop Kozal
- Peter Varga: Józef
- Petr Janiš: Pater Nansen
- Zdeněk Pecháček: Kampleider
- Václav Krátký: SS'er